# Bourges Arsenal
Bourges Arsenal – francuska wytwórnia uzbrojenia.
Jedna z głównych wytwórni, która produkowała uzbrojenie artyleryjskie dla armii francuskiej, znajdująca się w Bourges. Uzyskała po Rewolucji francuskiej pierwszoplanowe znaczenie, a głównie była znana z produkcji 75 mm armaty wz. 1897. Produkuje również m.in. 155 mm armatohaubicę TR i 155 mm samobieżną armatohaubicę GCT.